# Nazionale femminile di pallanuoto della Serbia
La nazionale di pallanuoto femminile serba è la rappresentativa pallanuotistica della Serbia in campo femminile nelle competizioni internazionali. Fino al febbraio 2003 era nota come Jugoslavia e dal 2003 al 2006 come Serbia e Montenegro.

## Storia
A differenza di quella maschile non ha mai ottenuto alcun successo internazionale e non ha mai preso parte né alle Olimpiadi né ai Mondiali. Nel 1997 ha partecipato per la prima volta ai Campionati Europei come Jugoslavia terminando al nono posto su 12 partecipanti. Nel 2006 e 2016 partecipa come Paese ospitante piazzandosi rispettivamente ottava (ultima in un torneo con 8 partecipanti) e nona su 12 partecipanti. Dopo l'allargamento del formato dell'europeo a 12 squadre nel 2016, la Serbia è riuscita a qualificarsi anche alle due successive edizioni nel 2018 e 2020.

## Risultati
Europei
- 1997 9º
- 2006 8º
- 2016 9º
- 2018 9º
- 2020 12º
- 2022 9º
- 2024 10º